# Большая линия
Больша́я линия — линия в Апраксином дворе, проходящая от Степановского до Михайловского проезда.

## История
Название существовало с 1904 года по 1910-е годы. Восстановлено в 2007 году.